# Schlacht von Winceby

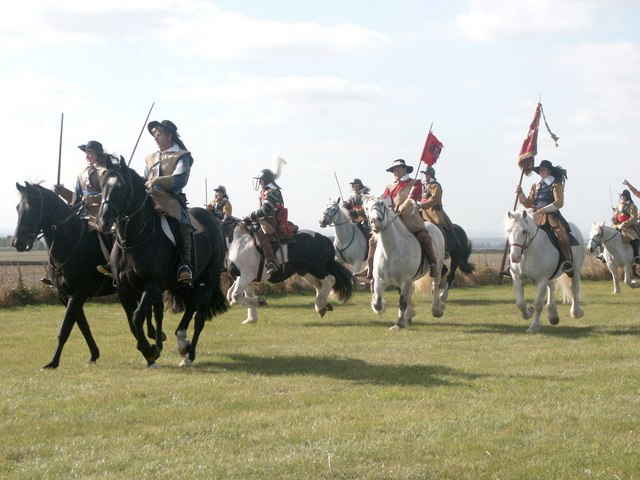
Schlacht von Winceby Nachstellung von 2003, einer Schlacht aus dem Bürgerkrieg, die am 11. Oktober 1643 stattfand.

Die Schlacht von Winceby war eine Schlacht des Englischen Bürgerkriegs, die am 11. Oktober 1643 in der Nähe des Dorfes Winceby, Lincolnshire, etwa sechs Kilometer östlich von Horncastle, stattfand.

## Vorgeschichte
Während des Sommers 1643 planten die Königstreuen auf London zu marschieren, um den Krieg zu beenden. Dazu war es notwendig, zunächst die Parlamentstruppen in Kingston upon Hull und Plymouth zu besiegen, da diese beiden Garnisonen andernfalls den London angreifenden Truppen in den Rücken fallen könnten.
Während die beiden Städte belagert wurden, nutzte König Karl I. die Zeit, um die Belagerung von Gloucester, einer Festung der Parlamentstruppen, zu beenden. Am 5. September erschien auch eine Parlamentsarmee bei Gloucester, die sich den Königstruppen in der Ersten Schlacht von Newbury stellte. Obwohl die Schlacht unentschieden ausging, kann sie als strategischer Sieg der Parlamentstruppen angesehen werden, da die Wahrscheinlichkeit eines Angriffs der Königstruppen auf London abnahm.
Mittlerweile hatte die zweite Belagerung von Hull durch Parlamentstruppen begonnen. Die Truppen der so genannten „Eastern Association“ unter dem Earl von Manchester marschierten in die Grafschaft Lincolnshire. Während die Infanterie King’s Lynn belagerte (das am 16. September kapitulierte), ritt die Kavallerie in den nördlichen Teil der Grafschaft, um Lord Fairfax zu unterstützen. Die Parlamentstruppen konnten allerdings die Versorgungswege über See freihalten.
Am 18. September wurde ein Teil der Kavallerie aus Hull mit der Fähre nach Barton übergesetzt. Der Rest wurde ein paar Tage später unter dem Kommando von Sir Thomas Fairfax über See nach Saltfleet transportiert, wo sie sich Oliver Cromwell bei Spilsby anschlossen. Im Gegenzug erhielt Lord Fairfax, der in Hull geblieben war, Infanterieverstärkungen, Munition und Versorgungsgüter von der Eastern Association. Am 9. Oktober begannen Parlamentstruppen des Earl von Manchester, Bolingbroke Castle zu belagern.

## Die Schlacht
Am 9. Oktober begann Sir John Henderson, der Gouverneur von Newark-on-Trent, die Garnison von Bolingbroke zu entsetzen. Seine Truppen bestanden aus 1.500 Mann Kavallerie, einigen Dragonern und Infanterie. Nach einem heftigen Gefecht nahmen sie Horncastle ein, das von einer kleinen Abteilung von Fairfax’ Soldaten verteidigt wurde. Die flüchtenden Soldaten berichteten der Hauptarmee, dass die Königstruppen auf sie zumarschieren würden. Manchester versammelte daraufhin seine Armee auf dem Kirby Hill oberhalb von Bolingbroke. Er hatte lediglich eine kleine Anzahl Soldaten für die Belagerung zurückgelassen, die verhindern sollten, dass die Garnison von Bolingbroke einen Ausfall durchführen konnte. Irgendwann zwischen 12.00 Uhr und 14.00 Uhr befahl er seinen Truppen nach Horncastle vorzurücken. Die Kavallerie des Parlaments, die der Infanterie vorausgeeilt war, traf bei Winceby auf die Königstruppen.
Das Schlachtfeld war nicht ideal, da es zu einer Seite abfiel und an einer Seite mit tiefen Gräben versehen war. Die beiden Truppen hatten etwa die gleiche Stärke und Zusammensetzung, da bei beiden die Infanterie nicht anwesend war. Die Schlacht dauerte etwa eine halbe Stunde. Cromwell täuschte einen Rückzug vor und lockte die Königstruppen so aus ihrer guten Verteidigungsposition in die Ebene. Cromwell schickte eine geringe Anzahl Soldaten voraus, so dass die Königstruppen ihre Waffen auf sie abfeuerten. Sofort begann Cromwell damit, mit seiner Hauptstreitmacht anzugreifen und hoffte darauf, dass die Verteidiger nicht schnell genug nachladen könnten. Abgesessene Dragoner des Königs schafften es jedoch eine zweite Salve abzufeuern, die mehrere von Cromwells Ironsides traf. Cromwells Pferd wurde ebenfalls getroffen und er konnte erst wieder die Führung übernehmen, als er sich ein neues Pferd besorgt hatte. Die königliche Kavallerie unter William Saville begann einen Gegenangriff gegen Cromwells rechte Flanke. Gleichzeitig wurden sie in der Flanke von Fairfax’ Reitern angegriffen. In dem folgenden Handgemenge geriet die königliche Kavallerie schnell in Unordnung und Savilles Reiter flohen. Obwohl die königlichen Reiter auf dem anderen Flügel erfolgreicher kämpften, musste sich auch ihr Kommandant Henderson trotzdem zurückziehen, um eine Einkreisung zu verhindern. Cromwell startete sofort einen Flankenangriff was zu einer heillosen Flucht der Königlichen Truppen in Richtung Newark führte.
In Horncastle an einem Ort namens „Slash Hollow“ wurde eine Anzahl königstreuer Soldaten getötet und gefangen, weil sie sich mit dem Rücken zu einem Kirchhoftor verteidigten, das nur in ihre Richtung zu öffnen war, sie auf ihrer Flucht aber dagegen drückten.
Während des ganzen Tages bis zur Dämmerung verfolgten die Parlamentstruppen versprengte Feinde, bis zu von Manchester zurückgerufen wurden.
Die Königstruppen verloren etwa 300 Mann, die Parlamentstruppen 20. Sie hatten außerdem 60 Verwundete. Am selben Tag wurde Newcastles Armee bei Hull, die bereits durch die lange anstrengende Belagerung geschwächt war, von der Garnison angegriffen. Sie wurden so schwer geschlagen, dass die Belagerung am nächsten Tag beendet wurde.

## Nach der Schlacht
Manchester verließ Bolingbroke Castle während der Belagerung und eroberte Lincoln und Gainsborough zurück. Als die Garnison von Bolingbroke Castle keine Hoffnung auf Hilfe mehr sah, kapitulierten sie am 14. November. Lincolnshire, das vorher unter der Kontrolle des königstreuen Earl of Newcastle gewesen war, gelangte dadurch vollständig unter die Kontrolle der „Eastern Association“.